# Bernard de Tramelay
Bernard de Tramelay ( - 16 août 1153) est le quatrième maître de l'ordre du Temple (1152 - 16 août 1153).
Bourguignon (comté de Bourgogne, Franche-Comté actuelle) de naissance et ancien commandeur de Dole, capitale du comté de Bourgogne, il semblerait avoir succédé à un maître appelé Hugues, dont l'existence est fort douteuse et que seul Du Cange cite. Suivant les chroniqueurs des croisades, Bernard de Trameley (ou Dramelay) aurait rebâti la ville de Gaza.
Il est mort lors de la bataille d'Ascalon, avec tous les Templiers qui étaient sous ses ordres, à l'avant-dernier assaut du 14 août 1153 peu avant la prise de la ville. L'obituaire de Reims signale sa mort le 17 des calendes de septembre, soit le 16 août. Cela correspond aux dates des chroniques, puisque Ascalon tomba entre les mains de Baudouin III, le 19 août de cette même année.

## Biographie
Bernard de Tramelay ou Dramelay (parfois écrit sous la forme Dramelet), serait né au château du même nom, aux environs d'Arinthod, dans le Jura. Il est élu en 1151 à la succession d'Evrard des Barrès, après qu'un certain Hugues eut assuré l'intérim, le temps, sans doute, que le précédent maître confirme sa démission. Baudouin III offre à l'Ordre la citadelle en ruines de Gaza.
« Ces religieux-guerriers, dit Guillaume de Tyr, qui pourtant les jalouse, gens pleins de courage, achevèrent de fortifier cette ville en élevant des tours et de nouveaux retranchements, et ils en firent une place d'armes imprenable, d'où ils réprimèrent les courses de la garnison d'Ascalon et forcèrent enfin les Sarrasins à se renfermer dans leurs murailles. »
En 1153, les Templiers participent au siège d'Ascalon, que Baudouin III veut arracher aux Égyptiens. Les Templiers construisent une tour roulante que les assiégés parviennent à enflammer. Mais ils sont trahis par le vent, qui souffle les flammes sur les remparts, et ouvre une brèche dans laquelle s'engouffrent les Templiers. Bernard de Tramelay, à la tête de ses hommes, mène l'assaut sans prévenir Baudouin III.
« Selon Guillaume de Tyr, c'est parce qu'il ne veut pas partager avec lui le butin ». Selon d'autres chroniqueurs, c'est simplement parce que, dans le feu de l'action, il n'y a pas pensé.
Il va payer cette omission de sa vie, et de celle de son escorte. Les assiégés, ayant constaté leur petit nombre, une quarantaine, se ressaisissent, et les massacrent. Leurs corps sont exposés sur les remparts, leurs têtes coupées pour être envoyées au sultan, en Égypte. Puis ils poussent jusqu'au campement de Baudouin III.
Le combat est sanglant, et longuement incertain. Les Francs l'emportent grâce aux Templiers restés auprès du roi de Jérusalem.
Le 19 août 1153, l'étendard templier flotte sur les remparts d'Ascalon. Le courage extraordinaire des Templiers lors de la bataille est chanté jusque dans les cours d'Occident ; le pape Anastase IV leur accorde de nouveaux privilèges.
C'est André de Montbard qui lui succède à la tête de l'ordre.

## Les hommes de son temps
Au cours de sa vie et comme maître de l'ordre du Temple, Bernard de Tramelay a côtoyé des hommes remarquables :